# José Alves Maurity Santos
José Alves Maurity Santos (Rio de Janeiro, 9 de maio de 1889 – Rio de Janeiro, 6 de outubro de 1937) foi um médico brasileiro.
Foi eleito membro da Academia Nacional de Medicina em 1934, onde é o patrono da Cadeira 37.